# Helheim

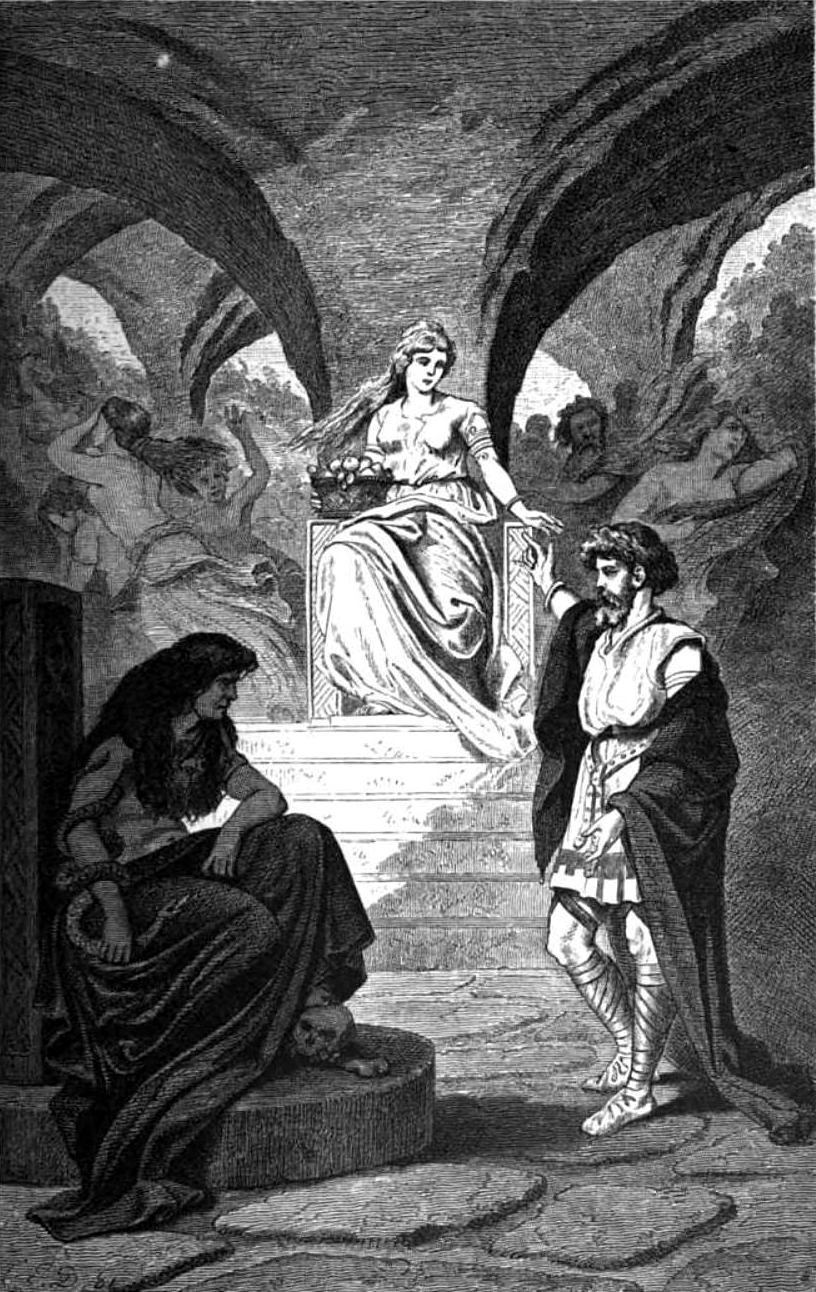
Heimdal verlangt die Rückkehr Iduns aus der Unterwelt

Helheim, auch Hel genannt, altnordisch Helheimr, ist das Reich der Totengöttin Hel. Vermutlich ist sie Namensgeberin für das englische Wort „hell“ (deutsch „Hölle“). Übersetzt bedeutet Hel so viel wie „versteckt, verborgen“ (vergl. das Verb „verhehlen“).

## Mythologie
Hel ist eine Tochter des Gottes Loki und der Riesin Angrboda. Ihr gleichnamiges Reich ist dunkel und kalt. Es liegt am unteren Ende Yggdrasils, des Weltenbaumes. Hierhin kommen alle, die den „Strohtod“ (Altersschwäche, Krankheit) gestorben sind. In einem Teil Helheims, der Náströnd genannt wird, werden Meineidige, Mörder und Ehebrecher bestraft. Das Reich nimmt außerdem auch verstorbene Götter wie Balder auf. Aus diesem Reich gibt es keine Wiederkehr. Dabei erfuhr Helheim eine Umwertung. Zunächst war es als ein Ort für alle Toten gedacht. Vermutlich unter dem Einfluss des Christentums entstand die Vorstellung von einem Ort der Strafe und des Leidens und entspricht später der christlichen Höllenvorstellung.
Helheim ist vom Zaun Helgrind, auch Nágrind oder Valgrind genannt, umgeben. Man muss das Totenreich durch ein Gatter betreten, das vom Höllenhund Garm bewacht wird, der die Verstorbenen mit seinem lauten Gebell empfängt. Durch diese Öffnung fließt auch der Totenfluss Gjöll, über den sich die Totenbrücke Gjallarbrú spannt. Diese Brücke wird von der Jungfrauen-Riesin Modgudr bewacht.
Hels Wohnsitz heißt Eljudnir (Elend), ihr Tisch Hungr (Hunger), ihr Messer Sultr (Verschmachtung) und ihre Türschwelle Fallandaforad (Fallende Gefahr). Kor (Sarg) ist der Name ihres Bettes und Blikjandabol (blinkendes Unheil) der ihres Bettvorhangs.
Ihre Bediensteten sind die Magd Ganglot (Trägtritt) und der Knecht Ganglati (Langsamtritt).